# Tjog
|  | Wiktionary har en ordboksartikel om tjog. |

Tjog (av tjugo) är en svensk antalsenhet som representerar 20 stycken. Det är det som ligger till grund för så kallad tjogräkning.

## Härrörande antalsenheter
- 12 stycken – dussin
- 60 stycken – skock (tre tjog eller fem dussin)
- 120 stycken – stor-hundra (sex tjog eller tio dussin)
- 144 stycken – gross (tolv dussin)
- 10 000 – Myriad